# Žan Mark Šiško
Žan Mark Šiško (Lubiana, 29 giugno 1997) è un cestista sloveno.

## Palmarès
- Campionato sloveno: 1

Primorska: 2018-2019
- Coppa di Slovenia: 1

Primorska: 2019
- Coppa di Germania: 2

Bayern Monaco: 2020-2021, 2022-2023
- Supercoppa slovena: 2

Primorska: 2018, 2019